# Comatonia
Comatonia is een geslacht van haarsterren uit de familie Antedonidae.

## Soort
- Comatonia cristata (Hartlaub, 1912)